# Eugen Hasenforther
Eugen Hasenforther (* in Wipperfürth) ist ein deutscher Radrennfahrer.
Schon vor dem Zweiten Weltkrieg war Eugen Hasenforther, der für den 1. RV Stuttgardia 1908 startete, als Radrennfahrer aktiv. Nach dem Krieg wurde er dreimal deutscher Meister: 1947 gemeinsam mit Gerhard Stubbe im Zweier-Mannschaftsfahren und 1948 im Straßenrennen der Amateure, beide Meisterschaften fanden in Köln statt. 1952 errang er in Dudenhofen den nationalen Titel im Zweier-Mannschaftsfahren ein zweites Mal, mit Fritz Hennesch.
2005 wurde das Rennen Rund in Stuttgart als Eugen Hasenforther Gedächtnisrennen ausgetragen.